# Sogliano Cavour
Sogliano Cavour (Σουḍḍιάνα, Suḍḍiàna o también Sughiàna en griko, Sughiànu en dialecto salentino) es un común italiano de 3939 habitantes de la provincia de Lecce, en Apulia.
Se sitúa en el interior de la Península Salentina, entre el Mar Jónico y el Mar Adriático. Al principio del siglo XIX, junto a Cutrofiano, Cursi, Cannole y otros pueblos de la Grecía Salentina, era parte de los Decatría Choría (τα Δεκατρία Χωρία), los trece pueblos de la Tierra de Otranto quesiguen preservando la lengua y las tradiciones griegas.

## Etimología
El nombre podría derivar de Solium Jani, porque se cree que se adoraban los dioses Sol y Janus. Según otra ipotesis, podría ser un predial y derivar del nombre latín Sollius, añadiendo -anus que indica poseso. En el pasado el pueblo tuvo otros nombres: Sculano, Sulano, Sugliano, Suianu y Sughiàna (o Suddiàna).
Lo específico Cavour, fue añadido después de la anexión al Reino de Italia en honor de Cavour, primer Presidente del Consejo de los ministros y por distinguirlo del homónimo pueblo en Provincia de Forlí-Cesena.

## Historia
Según varios estudios, el nacimiento de Sogliano se remonta a la época de la Magna Grecia, o al periodo de dominación bizantina. Una antigua leyenda tradicional nos deja pensar que este pueblo hubo su origen en el periodo de las poblaciones itálicas, que profesaban el culto de Janus (que parece en el escudo del pueblo).
Por cierto el pueblo nació en el periodo de la Magna Grecia, resucitó bajo el Imperio Romano como granarium de Soleto y después un periodo de decaimiento se desarrolló con los monjes brasileños, llegados a Salento desde Oriente para escapar de la lucha iconoclasta. Los brasileños dieron un impulso a la economía local y crearon muchos sitios de adoración. Aquí el pueblo fue nombrado Sughiana.
En época normandos, el pueblo fue dividido y dado a varias familias nobles. En 1055, se hizo parte del Contado de Lecce, y en 1088 del Contado de Soleto, quedándose allí hasta 1648.
Bajo el gobierno de Raimondello del Balzo Orsini vivió un periodo de esplendor. En 1664 el feudo fue comprado por los Filomarini, che a finales de siglo XVII, lo vendieron a los duques Ferrari, que lo poseyeron hasta la subversión del feudalismo (1806). 

## Evolución demográfica
| Gráfica de evolución demográfica de Sogliano Cavour entre 1861 y 2001 |
|                                                                       |
| Fuente ISTAT - elaboración gráfica de Wikipedia                       |